# منزل أغا زاده (أبركوه)
منزل أغا زاده (بالفارسية: خانه آقازاده) هو منزل تاريخي يعود إلى عصر القاجاريون، ويقع في أبركوه.

## معرض الصور

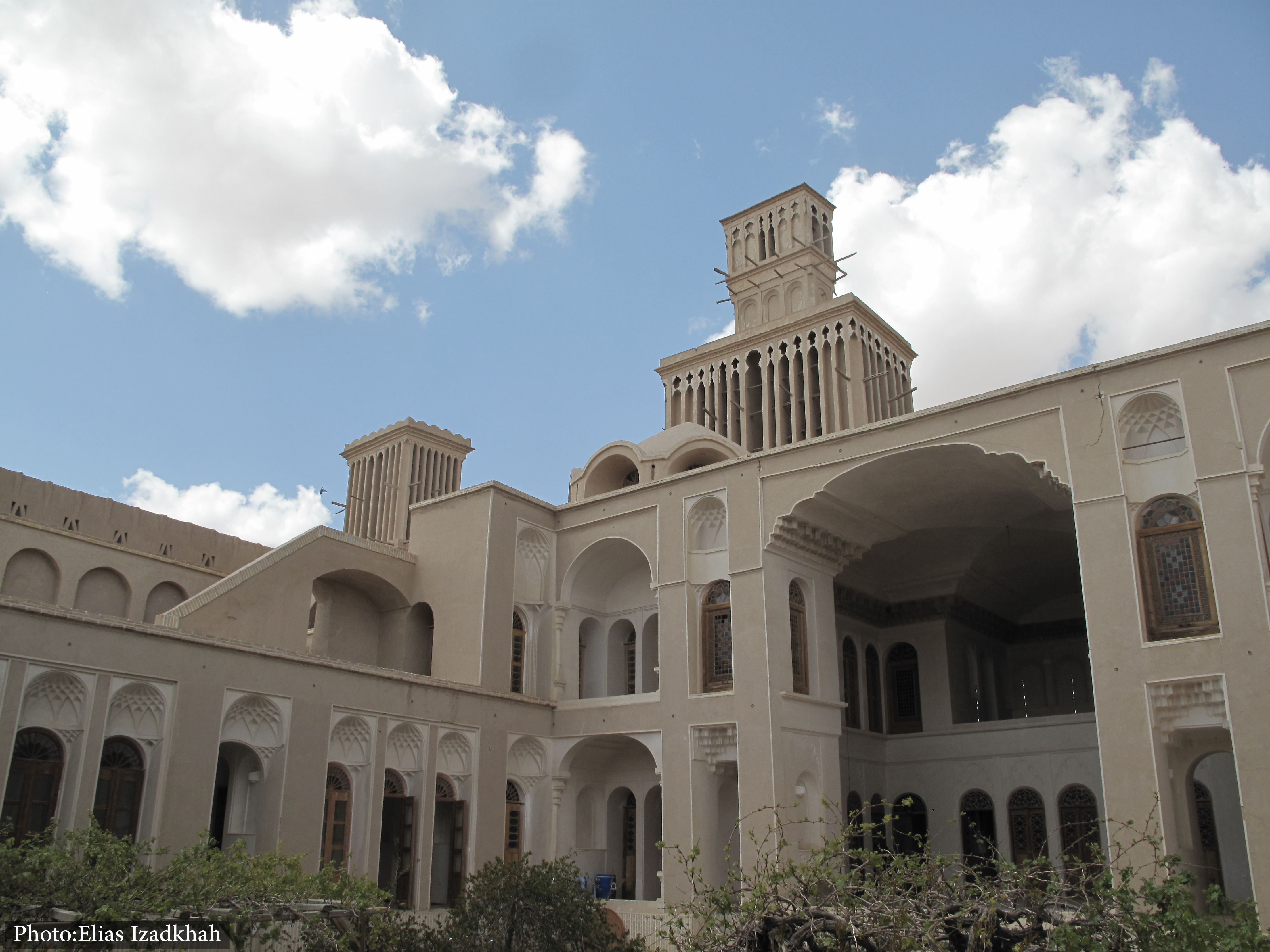
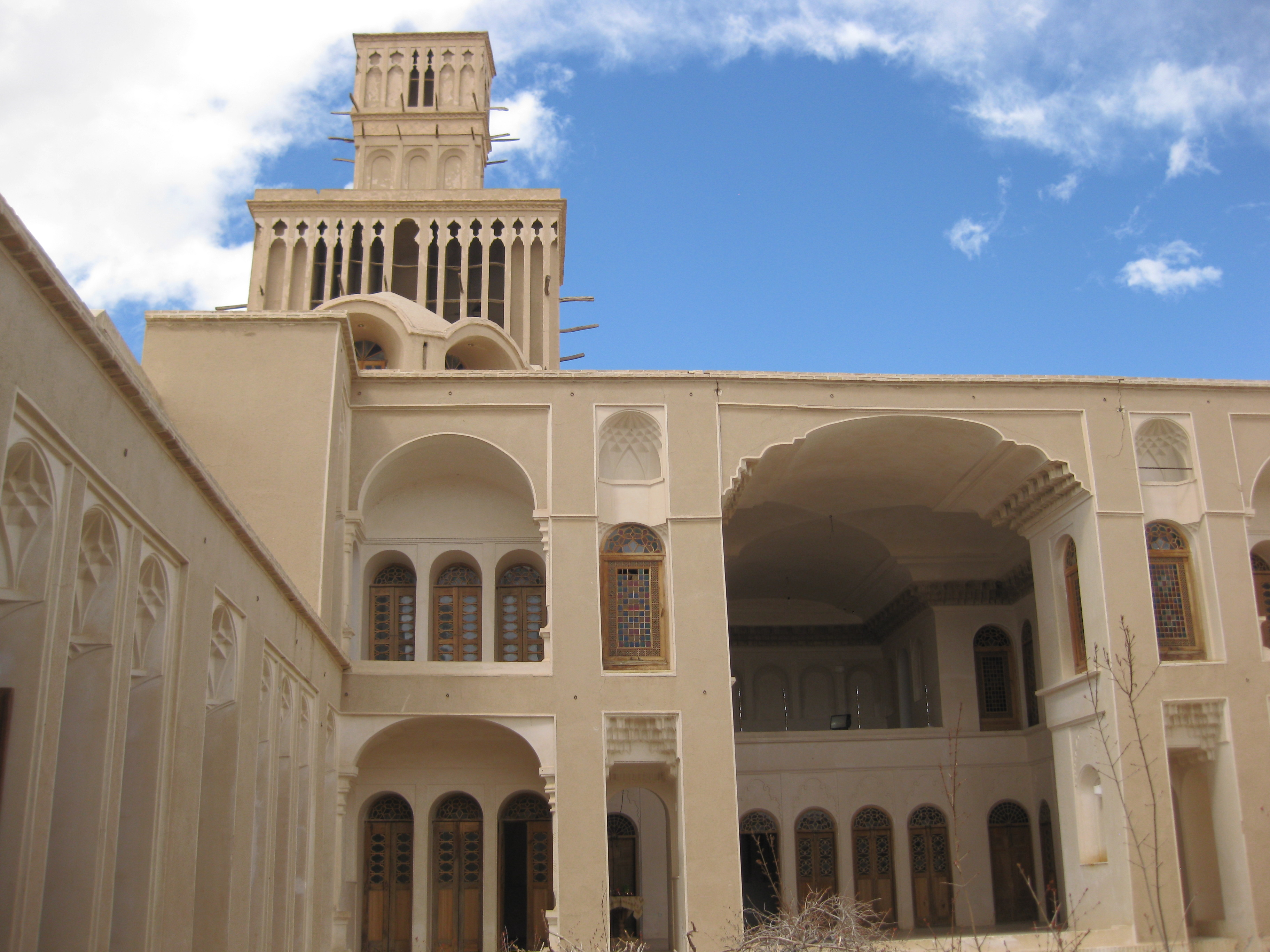
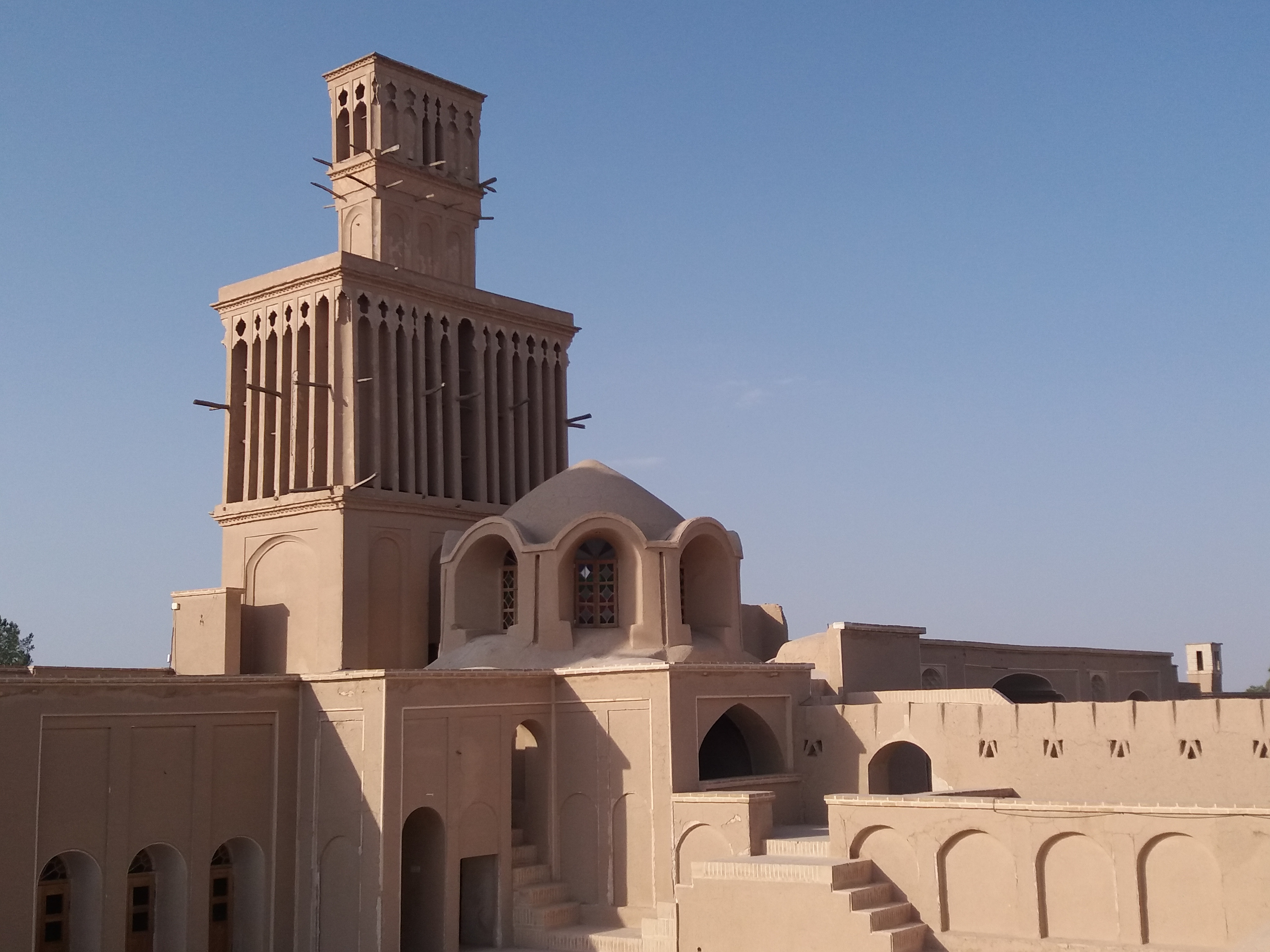
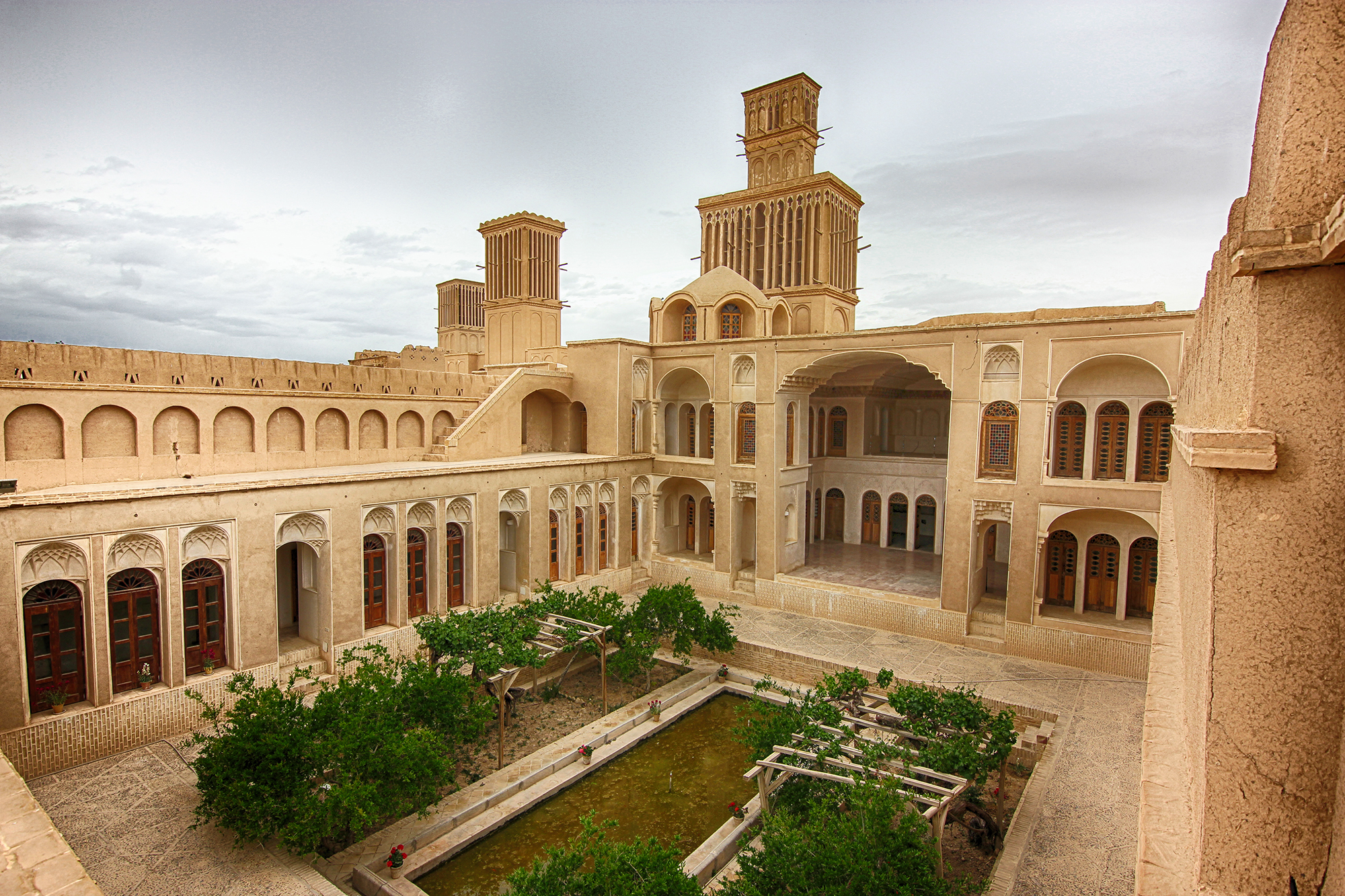
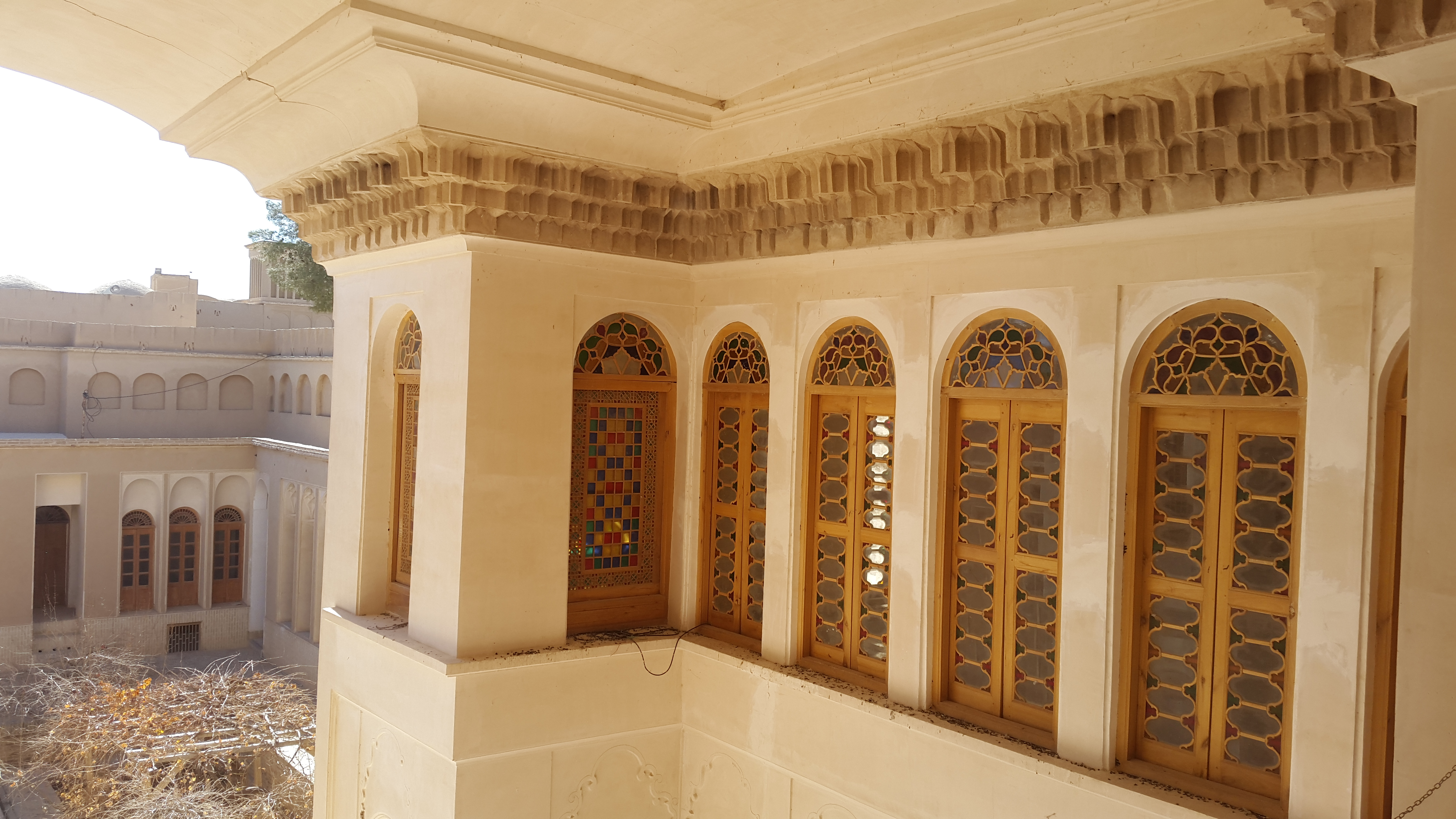
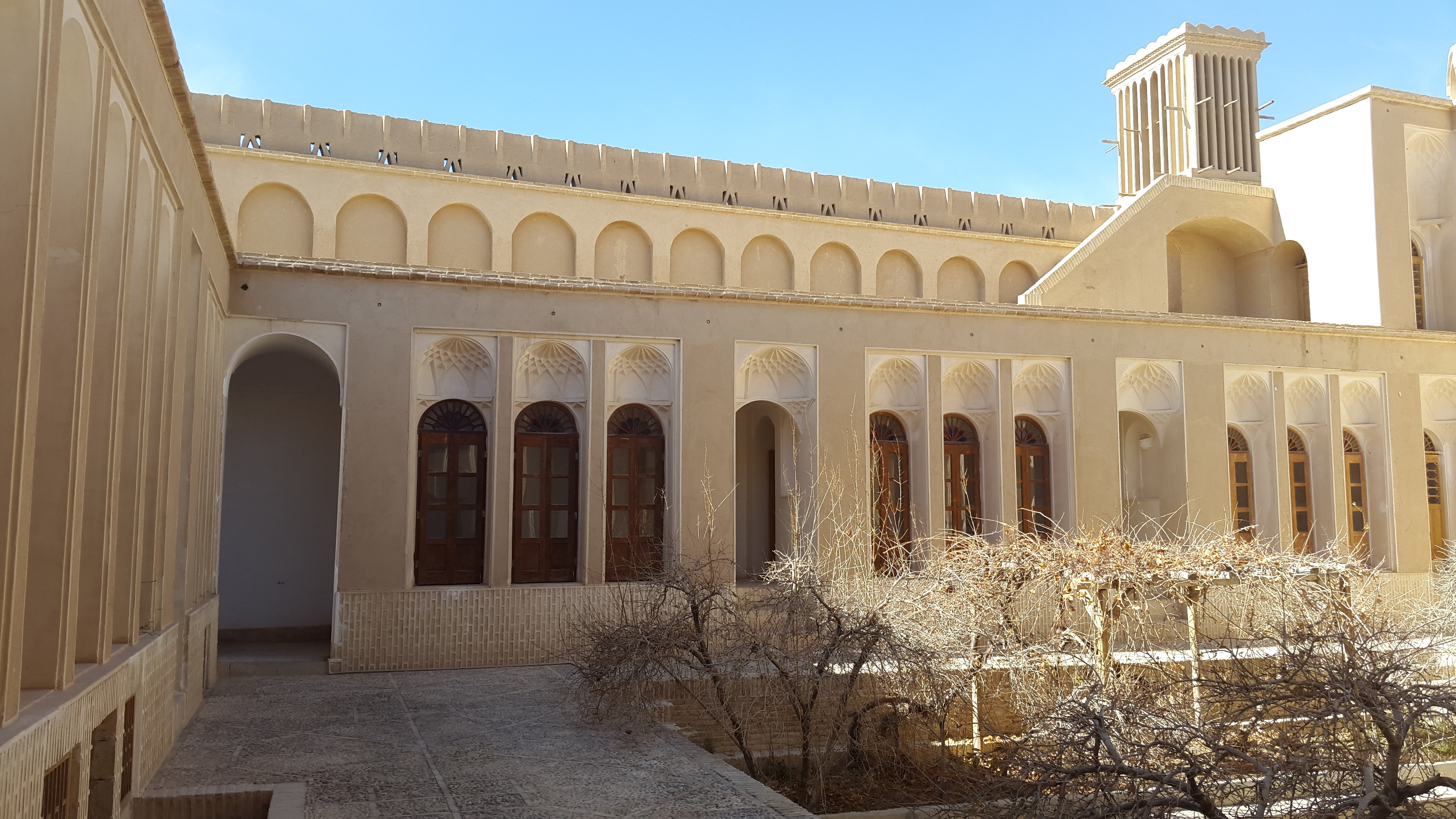
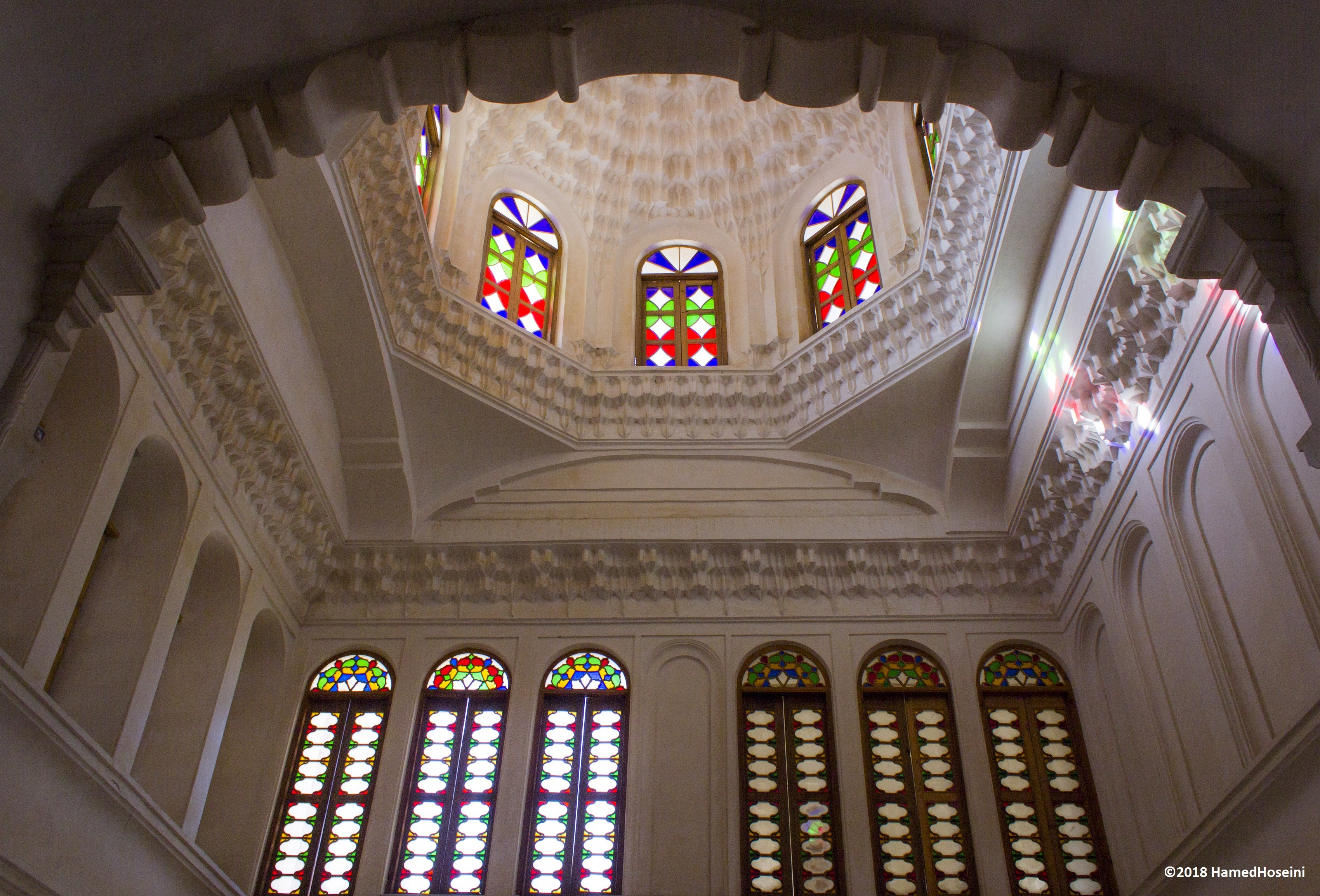
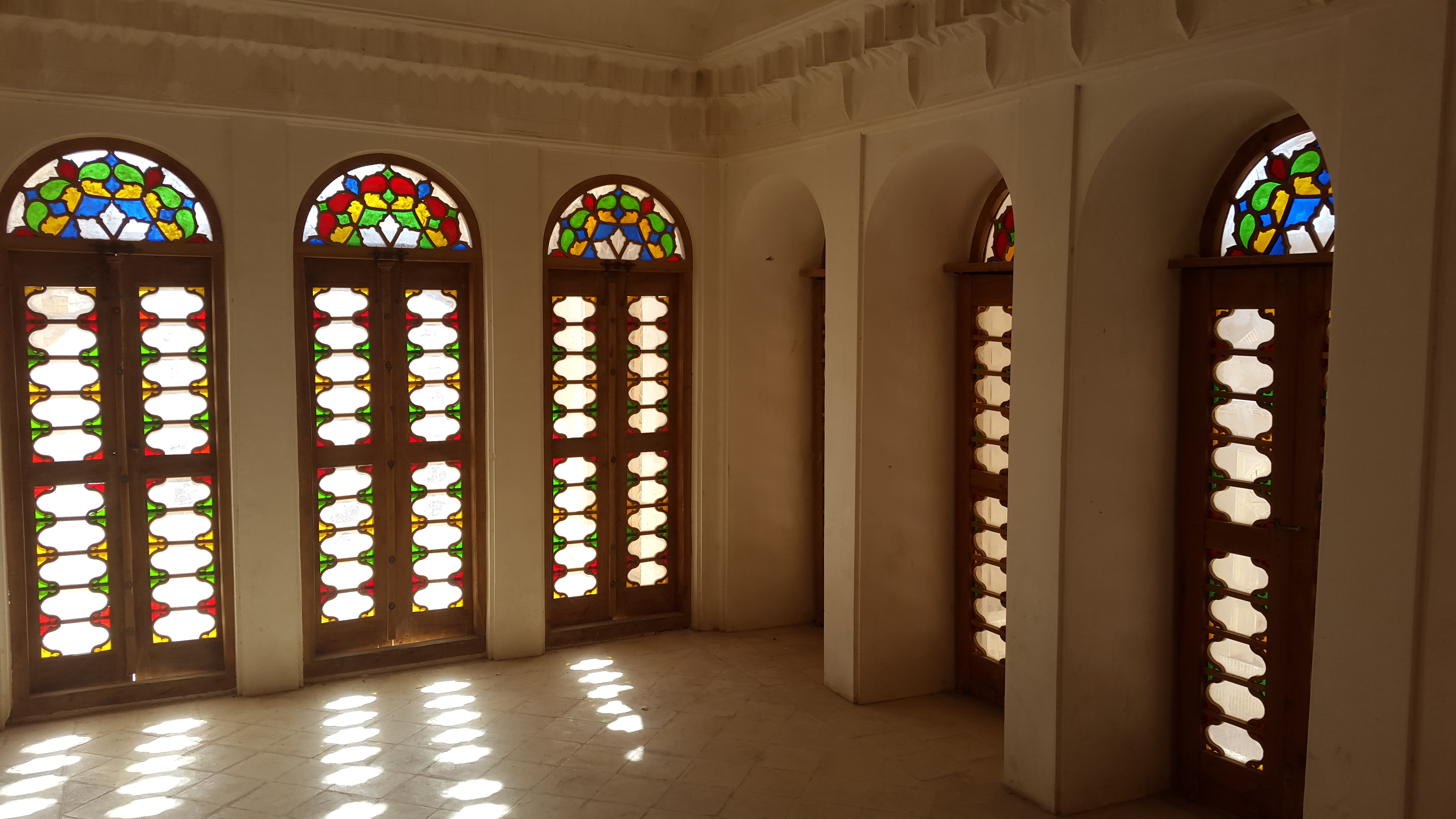